# Мусаев, Мурад Олегович
Мура́д Оле́гович Муса́ев (род. 10 ноября 1983, Краснодар) — российский футбольный тренер, главный тренер «Краснодара». Чемпион России по футболу 2024/2025.

## Ранние годы
Мурад Мусаев родился 10 ноября 1983 года в Краснодаре. По отцовской линии имеет узбекские корни: его дед переехал в Краснодар из Бухары. Мать тренера — русская.
Мусаев, в отличие от многих футбольных тренеров, не имел серьёзного профессионального игрового опыта. Он занимался в обычной футбольной школе и выступал на городском и краевом уровнях. Уже в 18 лет он решил сосредоточиться на тренерской карьере и поступил в Кубанский государственный университет физической культуры, спорта и туризма. По воспоминаниям заведующего кафедрой Рауфа Гакаме, в студенческие годы Мусаев ничем особенным не выделялся: «Был обычным студентом. Получал тройки и четвёрки, особого интереса к учёбе не проявлял. Таких большинство. Пробился за счёт сильного характера».

## Карьера тренера

### Начало тренерской карьеры
Тренерскую работу начал в 2005 году, ещё будучи студентом — трудился детско-юношеским тренером в центре подготовки резерва клуба «Краснодар-2000». После его расформирования в 2011 году перешёл в «Краснодар», где тренировал команды 1999 и 2000 годов рождения. Наибольших успехов он достиг с командой 1999 года, которая в 2016 году стала победителем первенства России среди старших юношеских команд и завоевала Кубок РФС.
В 2016 году Мурад Мусаев был приглашён на должность главного тренера юношеской сборной России до 18 лет для участия в международном турнире, проходившем во Франции. Под его руководством команда одержала победы над сборными Уругвая и Румынии, а также сыграла вничью с командой Франции. По словам Николая Писарева, «Краснодар» к тому времени уже стал базовым клубом юношеской сборной России. Этот опыт стал первым международным этапом в профессиональной карьере тренера.
В 2016 году Мусаев начал руководить молодёжной командой клуба. В первом сезоне, уступая оппонентам более двух лет по среднему возрасту игроков, молодёжка финишировала в первенстве шестой. Во втором сезоне привёл команду к чемпионству — на момент назначения Мусаева в первую команду, за 6 туров до конца — краснодарцы шли на первом месте со значительным очковым отрывом. Кроме того, эта команда установила рекорд результативности — в 2017 году было забито 117 голов в 37 матчах. Также коллектив успешно выступил в юношеской лиге УЕФА, уступив сверстникам из мадридского «Реала» лишь в серии пенальти. В этом матче был установлен на тот момент рекорд турнира по количеству зрителей — 32 510 человек.

### «Краснодар»
В апреле 2018 года, после увольнения Игоря Шалимова, Мурад Мусаев был назначен исполняющим обязанности главного тренера основного состава «Краснодара». На тот момент ему было 34 года, и он не имел тренерской лицензии категории Pro. Формально ключевые функции исполняющего обязанности главного тренера выполнял его помощник Олег Фоменко, в то время как фактически командой руководил Мусаев. Официально главным тренером он стал летом 2020 года после получения необходимой лицензии.
Сергей Галицкий объяснил выбор кандидата тем, что новый тренер ориентирован на развитие клубной академии: «Мы настроены очень сильно на свою академию. Клуб возглавит в следующем сезоне Мурад Мусаев. За шесть оставшихся игр он почувствует ритм. Он 12 лет уже тренирует, из них 6 лет тренирует в системе „Краснодара“. Я не хочу там Тухелей и прочих иностранцев. Это наши ребята. В нашем клубе они всегда сделают больше, чем наемники, которые приехали сюда за зарплатой. Вот на таких ребятах будет строиться наш клуб».
Мусаев дебютировал в Премьер-лиге 7 апреля 2018 года, в первом же матче одержав победу в гостях над петербургским «Зенитом» 2:1. В сезоне 2018/19 «Краснодар» под руководством молодого тренера во второй раз в истории стал бронзовым призёром чемпионата России, впервые квалифицировавшись в Лигу чемпионов, а также дошёл до 1/8 финала Лиги Европы, выбив из турнира «Байер 04» и лишь на последних секундах противостояния с «Валенсией» упустил возможность выйти в следующий раунд. Стиль команды отличался комбинационной, атакующей игрой с акцентом на контроль мяча и позиционную структуру.
В сезоне 2018/19, первом полном сезоне Мурада Мусаева в качестве главного тренера, «Краснодар» занял 3-е место в Российской Премьер-лиге, завоевав бронзовые медали. Несмотря на итоговую позицию, по многим ключевым статистическим показателям команда стала лидером турнира, что позволило говорить о «Краснодаре» как об одной из лучших команд страны по качеству игры. По итогам сезона «Краснодар» больше остальных команд РПЛ забил мячей с игры (44) и в быстрых атаках (21), а также лидировал по голам из-за пределов штрафной (10). В матчах на чужом поле клуб набрал наибольшее количество очков (26), забил больше всех (26 голов) и завершил сезон с лучшей разницей мячей в гостях (+14). В общекомандной статистике «быки» заняли 2-е место по количеству забитых голов (55), уступив только «Зениту».
По данным компании InStat, «Краснодар» стал лидером по длительности результативных атак (в среднем 26,7 секунды) и количеству передач в них (в среднем 8,8). Команда уверенно возглавила рейтинг по числу атак, завершающихся ударами (в среднем 15 за матч), и отличалась высокой активностью в атакующих действиях через центр. В том сезоне краснодарцы превзошли всех соперников по среднему количеству передач за матч (590) и их точности (85 %). Команда также лидировала по числу острых и конструктивных передач, передачам в штрафную площадь, количеству передач за минуту владения и средней продолжительности владения (17,3 секунды). По владению мячом «Краснодар» занял первое место в лиге с показателем 59 %. По количеству пропущенных мячей «Краснодар» разделил 1-е место с ЦСКА и «Ростовом» — по 23 гола.
Перед началом сезона 2019/20 Мусаев был назначен старшим тренером «Краснодара», де-факто исполняя обязанности главного тренера, во избежание штрафных санкций со стороны УЕФА Сергей Матвеев де-юре был назначен на пост главного тренера клуба. 15 июня 2020 года Мусаев сдал вступительный экзамен для обучения на лицензию Pro и был зачислен в академию тренеров. После этого был официально назначен главным тренером «Краснодара».
По итогам сезона команда вновь стала бронзовым призёром чемпионата России, несмотря на значительные кадровые потери: травмы получили ключевые игроки центра поля, включая Газинского, Кабеллу и Классона. Осенью того же года, пройдя в квалификации Лиги чемпионов греческий ПАОК, подопечные Мусаева впервые в истории клуба попали в групповой этап турнира. Соперниками «Краснодара» были «Челси», «Севилья», «Ренн». Клуб набрал 5 очков в групповом раунде и продолжил выступление в Лиге Европы, став единственным российским участником евровесны сезона 2020/21.
Весной 2021 года у команды наступил спад: «Краснодар» вылетел из Лиги Европы после поражения от загребского «Динамо», а в РПЛ потерпел ряд крупных поражений, включая 1:6 от «Спартака» и 0:5 от «Ахмата». 3 апреля 2021 года после матча против «Ахмата» Мурад Мусаев объявил о своём уходе с поста главного тренера, объяснив это необходимостью эмоциональной перезагрузки. Руководство клуба, в лице президента Сергея Галицкого, не настаивало на его отставке и выразило благодарность за проделанную работу, предложив альтернативную должность в структуре клуба. Несмотря на это, Мусаев покинул «Краснодар».
По итогам работы в основной команде Мусаев зарекомендовал себя как тренер нового поколения, ориентированный на современные подходы к работе, развитие игроков академии и построение комбинационного футбола. Под его руководством в первой команде дебютировал ряд воспитанников академии: Матвей Сафонов, Шапи Сулейманов, Иван Игнатьев, Даниил Уткин и другие.

### «Сабах»
30 октября 2021 года Мурад Мусаев стал главным тренером «Сабаха», подписав двухлетний контракт. На момент его назначения клуб находился на последнем месте в турнирной таблице чемпионата Азербайджана, имея всего 2 очка после восьми туров. Основные задачи Мусаева включали стабилизацию игры команды и предотвращение вылета из высшего дивизиона.
В дебютном сезоне под руководством Мусаева «Сабах» сумел преодолеть кризис и занять пятое место в турнирной таблице, всего в четырёх очках от зоны еврокубков. Команда завершила чемпионат с 20 победами, 16 ничьими и 11 поражениями, что стало на тот момент лучшим результатом в истории клуба. Ключевым этапом этого успеха стала серия из семи побед в последних десяти матчах. Мусаев уделял особое внимание развитию молодых игроков, что соответствовало тренерской философии Мусаева, ранее применявшейся в работе с молодёжными составами футбольного клуба «Краснодар».

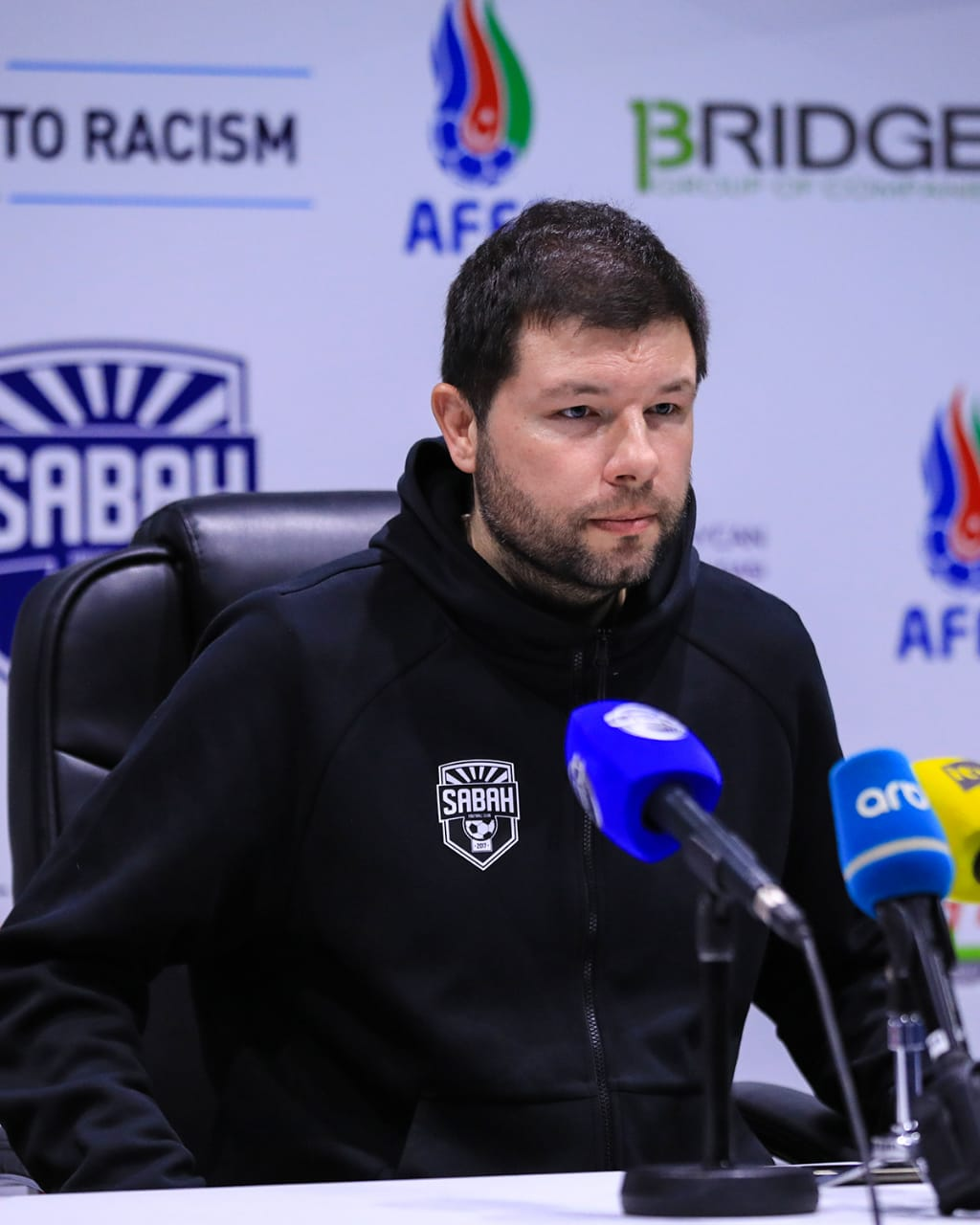
Мурад Мусаев в 2022 году на посту тренера «Сабаха»

Сезон 2022/2023 стал самым успешным в истории «Сабаха». Под руководством Мусаева команда завоевала серебряные медали чемпионата Азербайджана, установив клубный рекорд. На момент досрочного завершения турнира за четыре тура до финиша «Сабах» опережал третью команду на 13 очков, что гарантировало ему второе место. В 34 матчах сезона команда одержала 20 побед, 8 ничьих и 6 поражений. Ключевым тактическим новшеством стало внедрение схемы 4-2-3-1, которая позволила эффективно использовать скоростные качества крайних защитников. Команда установила рекорд чемпионата по количеству голов, забитых с флангов (68% от общего числа). В сезоне 2022/2023 «Сабах» впервые сыграл в квалификации еврокубков. В противостоянии с сербским «Партизаном» в Лиги конференций УЕФА азербайджанский клуб уступил по сумме двух матчей (1:2 и 0:0), но продемонстрировал равную игру с более опытным соперником. Этот результат вывел «Сабах» на 145-е место в рейтинге УЕФА, что стало рекордом для клуба.
Мусаев внедрил систему высокого прессинга, что требовало от игроков повышенной физической выносливости. Средние показатели команды по прессингу в атакующей трети выросли с 12 до 23 действий за матч. Особенностью стиля игры «Сабаха» стала роль центральных полузащитников, выполнявших функции «моторов» команды. Статистика пасов в средней зоне увеличилась на 35%, а средняя продолжительность атак сократилась с 12 до 8 секунд. Эти изменения сделали игру команды более зрелищной и результативной.
1 февраля 2024 года Мурад Мусаев покинул пост главного тренера «Сабаха» после поражения в кубковом матче от «Карабаха» со счётом 1:7. Несмотря на неудачу в национальном кубке, его общий баланс в «Сабахе» был положительным: 48 побед, 16 ничьих и 23 поражения в 87 официальных матчах. В интервью «Матч ТВ» Мусаев заявил, что решение об уходе было его личной инициативой, направленной на поиск новых возможностей для развития команды, хотя руководство «Сабаха» и пыталось уговорить его остаться в команде.

### Возвращение в «Краснодар»
14 марта 2024 года «Краснодар» объявил о назначении Мурада Мусаева на должность главного тренера до конца сезона, сменив на этом посту сербского специалиста Владимира Ивича. На момент назначения команда находилась в кризисной фазе: клуб занимал второе место в турнирной таблице чемпионата России с 39 очками, но потерпел поражение в Кубке России от «Химок» со счётом 0:2. Кроме того, отставание от лидирующего «Зенита» составляло всего одно очко. Игроки испытывали психологическое давление из-за неудачного выступления в Кубке и серии неудачных матчей в чемпионате.
Мусаеву пришлось срочно перестраивать тренировочный процесс. Полузащитник Эдуард Сперцян позже отметил, что тренеру пришлось адаптироваться к команде, которая ранее занимала первое место, что создавало дополнительные сложности. Несмотря на то что Мусаев присоединился к команде в кризисный момент, он сумел стабилизировать игру «Краснодара».  Решающим стал заключительный тур сезона, где «Краснодар» обыграл московское «Динамо» со счётом 1:0 и завоевал серебряные медали чемпионата, что стало лучшим результатом в истории клуба. Тактической основой успеха стала гибридная схема 4-2-3-1 с элементами «ложной девятки». Джон Кордоба, обычно игравший на острие атаки, начал чаще смещаться в зону между линиями полузащиты и защиты, освобождая пространство для подключения крайних защитников.
В стартовых матчах сезона 2024/25 «Краснодар» сыграл вничью с «Ахматом» (1:1), «Динамо» Махачкала (0:0) и «Факелом» (0:0), продемонстрировав проблемы с реализацией. Однако по мере восстановления состава и адаптации новичков игра команды улучшилась. Мурад Мусаев сумел выстроить обновленную игровую модель, в которой Эдуард Сперцян эффективно действует на позиции «десятки», вингеры Жоау Батчи и Виктор Са участвуют в комбинационной игре, крайние защитники активно подключаются к атакам, а опорный полузащитник Александр Черников включается в атакующие действия.
Сезон 2024/25 стал историческим для «Краснодара»: команда впервые в своей истории завоевала золотые медали Российской Премьер-Лиги. Решающим стал заключительный тур, где «Краснодар» разгромил московское «Динамо» со счётом 3:0. В этом сезоне «Краснодар» под руководством Мурада Мусаева достиг ряда выдающихся результатов. Команда набрала 67 очков, что стало лучшим показателем в истории клуба после 30 туров Российской Премьер-лиги. Был установлен клубный рекорд по числу побед в одном сезоне РПЛ — 20. Также «Краснодар» повторил рекорд по числу крупных побед с преимуществом в три и более мяча — 8, как и в сезоне 2018/19. Команда продемонстрировала лучшую разницу мячей за сезон (+36), заняла второе место в истории клуба по числу забитых голов — 59 (больше только в сезоне 2022/23 — 62), и показала второй лучший показатель по надежности обороны — 23 пропущенных мяча (меньше только в сезоне 2016/17 — 22). Кроме того, «Краснодар» провёл 15 «сухих» матчей в рамках РПЛ, что стало новым клубным рекордом.

## Тренерский стиль
На раннем этапе своей тренерской карьеры в академии и дубле «Краснодара» Мусаев часто использовал видеоаналитику и нарезки с участием ведущих европейских команд, чтобы наглядно демонстрировать принципы позиционного футбола. По его словам, такие видеопримеры оказываются более эффективными в обучении игроков, чем теоретические объяснения или работа с тактическим макетом.
Среди команд, которые оказывали влияние на тактические подходы Мусаева, он упоминал «Наполи» под руководством Маурицио Сарри, «Манчестер Сити» Хосепа Гвардиолы, «ПСЖ», а также «Зальцбург» времён Марко Розе. Особенное внимание он уделял тренировочным упражнениям, направленным на развитие быстроты мышления и взаимодействия игроков в ограниченном пространстве и при лимите касаний. Особый интерес у него вызвали упражнения Сарри, в которых команды играли в формате 10 на 10 на небольшом поле с ограничением до двух касаний. По мнению Мусаева, такие условия способствуют более быстрому принятию решений в матчах. Позднее Мусаев стремился пройти зарубежную стажировку у Маурицио Сарри, однако владелец «Краснодара» Сергей Галицкий предпочёл, чтобы тренер продолжал развивать собственные идеи, не ориентируясь напрямую на чужие методики.
Во время своего первого пребывания на посту главного тренера «Краснодара» Мурад Мусаев придерживался философии позиционного, комбинационного футбола с акцентом на владение мячом и доминирование через контроль игры. Под руководством Мусаева «Краснодар» сохранил статус одной из наиболее владеющих мячом команд РПЛ, показывая рекордные показатели по среднему времени контроля мяча и количеству коротких передач. Однако, в отличие от более догматичных предшественников, Мусаев чаще подстраивался под конкретного соперника и игровые условия. Его подход стал более прагматичным: команда могла чередовать короткий и средний пас, использовать длинные передачи при необходимости, а также активно применять фланговые атаки и быстрые переходы из обороны в атаку.

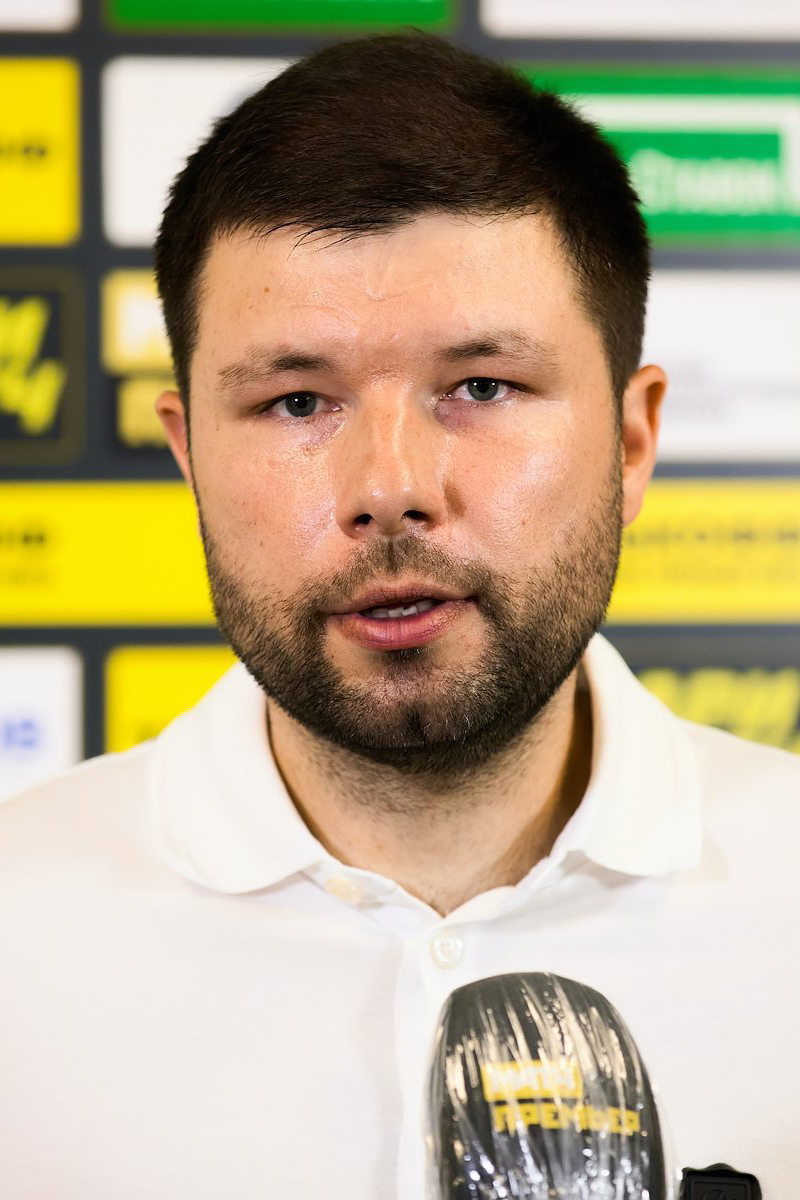
Мурад Мусаев в 2020 году

Ключевое внимание в тактической модели уделялось следующим аспектам:
- Комбинационная игра через центр с участием сильных в пасе центральных полузащитников, таких как Юрий Газинский, Шарль Каборе и Кристоффер Ольссон.
- Активное использование флангов. Крайние защитники (в разные периоды это были Сергей Петров, Кристиан Рамирес, а также Алексей Ионов и Вандерсон на флангах атаки) регулярно подключались к атакам, расширяя фронт атаки и создавая численное преимущество.
- Ротация позиций в атакующей группе. Игроки, такие как Виктор Классон, Магомед-Шапи Сулейманов и Эдуард Сперцян, могли действовать как из центра, так и с флангов, способствуя вариативности атак.
- Плавный переход из обороны в атаку. Команда выстраивала выход из-под прессинга преимущественно через короткий пас, с привлечением опорников и вратаря, в то время как длинные передачи применялись преимущественно против команд, использующих высокий прессинг.
- Стремление контролировать темп игры независимо от статуса соперника — будь то команды из нижней части таблицы, или топ-клубы российской и европейской арены.[30][30]

Особое внимание привлекло участие «Краснодара» в Лиге Европы сезона 2018/19, где команда под руководством Мусаева успешно прошла «Байер» и вышла в 1/8 финала турнира. В этих матчах команда демонстрировала способность комбинировать высокий прессинг с контролем мяча, варьируя глубину и интенсивность давления в зависимости от фаз игры. В частности, в ответной игре с «Байером» «Краснодар» комбинировал владение с более вертикальной игрой, увеличив процент длинных передач и играя от обороны — редкий для команды Мусаева сценарий, который, тем не менее, был реализован эффективно.
Несмотря на игровые эксперименты в Европе и внутреннем чемпионате, «Краснодар» оставался приверженцем атакующего футбола. Мусаев подчёркивал, что стиль клуба — «открытый, вариативный, с акцентом на атаку» — должен сохраняться, даже против сильных соперников. В интервью он отмечал необходимость «разнообразия при сохранении философии: больше использования флангов, более агрессивная игра без мяча, быстрые переходы и возможность завершать атаки не только через короткий пас, но и через более прямолинейные действия».
В «Сабахе» Мусаев столкнулся с новой средой: по его словам, чемпионат Азербайджана изначально отличался высокой атакующей активностью большинства команд, но после серии успешных матчей «Сабаха» соперники стали играть против его команды более закрыто, используя низкий блок. Это потребовало от Мусаева адаптации и пересмотра функциональных ролей в атаке, а также эффективной работы против насыщенной обороны, часто выстраиваемой в пять защитников.
В Азербайджане Мусаев также начал активно внедрять новые наработки, на реализацию которых ранее не решался в «Краснодаре». Среди них — усиленная работа над стандартными положениями и использование гибридных тактических схем. Примером стало изменение построения команды в зависимости от фазы игры: при обороне использовалась схема 4-4-2, тогда как в атаке происходила трансформация в 3-2-5. Это позволяло создавать численное преимущество в атакующей линии за счёт перегруза флангов и полуфлангов, что повышало эффективность наступательных действий.
После возвращения в «Краснодар» Мурад Мусаев сохранил ориентацию на атакующий позиционный футбол, но в отличие от первого этапа, адаптировал тактику под доступный состав и игровые реалии. Основной схемой была 4-2-3-1, со Сперцяном в роли «десятки», активным подключением крайних защитников и более гибким подходом к построению атак. Команда заметно изменилась по сравнению с периодом работы предыдущего тренера Владимира Ивича. При Мусаеве «Краснодар» стал чаще действовать через центр поля, отказался от глубокого оборонительного участия фланговых нападающих.
Стилистику «Краснодара» времён 2014–2019 годов вернуть полностью не удалось, во многом из-за трансформации состава. В центре поля теперь играли Кевин Ленини и Александр Черников, уступающие в пасовой культуре своим предшественникам. На позициях вингеров выступали Батчи и Виктор Са — функционально полезные, но не достигавшие уровня Вандерсона или Класcона. Ограниченность ротации стала одной из важных проблем: за сезон-2024/25 «Краснодар» задействовал всего 21 игрока — один из самых низких показателей в истории РПЛ. Серьёзная альтернатива присутствовала лишь на отдельных позициях, что снижало вариативность и сказывалось в матчах с лидерами чемпионата.
Тем не менее, Мусаеву удалось построить результативную и организованную команду. «Краснодар» продолжил оставаться среди лидеров по владению мячом, игре в позиционной атаке и количеству ударов из штрафной. Игровая модель стала менее догматичной — тренер активно применял контратаки, длинные передачи и ситуативный прессинг. Такой подход позволил добиться чемпионства, несмотря на ограниченные ресурсы.

## Достижения
«Краснодар»
- Чемпион России: 2024/25
- Серебряный призёр чемпионата России: 2023/24
- Бронзовый призёр чемпионата России: 2018/19, 2019/20

«Сабах»
- Серебряный призёр чемпионата Азербайджана: 2022/23[33]

### Личные
- Лучший тренер сезона в России: 2024/25

## Тренерская статистика
По состоянию на 15 августа  2025 года
| Клуб      | Начало работы   | Окончание работы | Показатели | Показатели | Показатели | Показатели | Показатели | Показатели | Показатели | Показатели |
| Клуб      | Начало работы   | Окончание работы | М          | В          | Н          | П          | МЗ         | МП         | РМ         | % побед    |
| --------- | --------------- | ---------------- | ---------- | ---------- | ---------- | ---------- | ---------- | ---------- | ---------- | ---------- |
| Краснодар | 3 апреля 2018   | 3 мая 2018       | 6          | 4          | 1          | 1          | 10         | 4          | +6         | 66,7 %     |
| Краснодар | 1 июля 2018     | 3 апреля 2021    | 119        | 52         | 28         | 39         | 186        | 142        | +44        | 43,7 %     |
| Сабах     | 30 октября 2021 | 1 февраля 2024   | 87         | 48         | 16         | 23         | 161        | 93         | +68        | 55,2 %     |
| Краснодар | 14 марта 2024   | наст.вр.         | 55         | 32         | 10         | 13         | 159        | 79         | +80        | 54,9 %     |
| Итого     | Итого           | Итого            | 265        | 134        | 55         | 76         | 440        | 290        | +150       | 51,7 %     |